# Lake Summerset
Lake Summerset è un census-designated place (CDP) degli Stati Uniti d'America, situato nello Stato dell'Illinois, diviso tra la contea di Winnebago e la contea di Stephenson.